# Simrishamns pastorat
Simrishamns pastorat var ett pastorat i Ljunits, Herrestads, Färs och Österlens kontrakt i Lunds stift i Simrishamns kommun i Skåne län. Pastoratet ombildades 1 januari 2020 till ett enförsamlingspastorat 
Pastoratet bildades 2006 och bestod av följande församlingar:
- Rörums församling
- Simrishamns församling
- S:t Olofs församling

Rörums och S:t Olofs församlingar uppgick 1 januari 2020 i Simrishamns församling som därmed blev ett enförsamlingspastorat
Pastoratskod är 070515.